# Blandine Verlet
Blandine Verlet (Parigi, 27 febbraio 1942 – 30 dicembre 2018) è stata una clavicembalista francese.

## Biografia
Nata nel 1942, Blandine Verlet iniziò la carriera di clavicembalista all'età di vent'anni.
Dopo aver frequentato, presso il conservatorio nazionale superiore della musica e della danza di Parigi, corsi di scrittura ed estetica con Marcel Beaufils, storia della musica con Norbert Dufourcq e clavicembalo con Marcelle de Lacour, nel 1963 vinse all'unanimità il primo premio in clavicembalo al concorso internazionale di Monaco di Baviera.
Docente di clavicembalo presso il conservatorio Claude Debussy di Parigi dal 1983 al 1985, al conservatorio Gabriel Fauré di Angoulême dal 1985 al 1987 ed al conservatorio di Bordeaux dal 1987 al 1990, ha inoltre insegnato presso il conservatorio di Rueil-Malmaison ed il conservatorio Jean-Philippe Rameau di Parigi fino al 2007.
Ha vinto il primo premio dell'Accademia Charles Cros ed il primo premio dell'Accademia del Disco francese.

## Discografia
Dal 1970, Blandine Verlet ha registrato un centinaio di dischi, fra cui l'integrale delle opere per clavicembalo di François Couperin, Louis Couperin e Jean-Philippe Rameau.
- 1973: Girolamo Frescobaldi, Toccate d'intavolatura di cimbalo, Das Alte Werk, Telefunken-Decca.
- 1974: Georg Friedrich Händel,"Die acht großen Suiten für Cembalo solo",Telefunken-Decca.
- 1976: Domenico Scarlatti, Sonate, Philips.
- 1978: Jacques Duphly, Claude Balbastre: Musiques pour les princesses de France, Philips.
- 1979: François Couperin, Pièces de clavecin, Astrée.
- 1981: Jean-Philippe Rameau : L’œuvre de Clavecin, Astrée.
- 1989: Johann Jakob Froberger, Pièces de clavecin, Astrée.
- 1990: Louis Marchand, Pièces de clavecin (1702), Astrée.
- 1994: Wolfgang Amadeus Mozart, Sedici sonate per violino e clavicembalo, con Gérard Poulet, Philips.
- 1994: Johann Sebastian Bach, Il clavicembalo ben temperato, Astrée.
- 1995: Johann Sebastian Bach, Fantasie, toccate e fughe, Astrée.
- 1999: Élisabeth Jacquet de La Guerre, Opere per clavicembalo, Astrée.
- 1999: Johann Sebastian Bach, Invenzioni e sinfonie, Astrée.
- 1999: Johann Sebastian Bach, Variazioni Goldberg, Astrée.
- 2000: Johann Jakob Froberger, L'intranquilité, Astrée.
- 2000: Louis Couperin, Les Pièces de clavessin, Astrée.
- 2003: François Couperin, Les Barricades mystérieuses, Pièces de clavecin, Astrée.